# Weißenseer Blätter
Die Weißenseer Blätter (WBl) war die von 1982 bis 2006 existierende Zeitschrift des vom Ministerium für Staatssicherheit geförderten Weißenseer Arbeitskreises der Evangelischen Kirche Berlin-Brandenburg. Herausgeber war der evangelische Theologe und inoffizielle Mitarbeiter (IM) der DDR-Staatssicherheit Hanfried Müller.

## Geschichte
Zu DDR-Zeiten erschienen die WBl in unregelmäßigen Abständen, da dies presserechtlich ohne Lizenznummer möglich war. In den letzten Jahren wurden jährlich drei Ausgaben gedruckt. Die WBl waren nicht im Handel erhältlich, sondern konnten kostenlos vom Herausgeber sowie in den letzten Jahren über das Internet bezogen werden.
Der Weißenseer Arbeitskreis repräsentierte in der DDR einen staatsnahen Flügel der Evangelischen Kirche. Seine Mitgliederzahl schrumpfte in den 1980er Jahren, da auch unter links orientierten Theologen Kritik am Staat zunahm. Der verbliebene Kern um Hanfried Müller stellte sich 1989 gegen die vor allem in Kirchen wirkenden oppositionellen Bewegungen. In der Zeit des politischen Umbruchs boten die WBl Verfechtern eines harten Kurses wie Karl-Eduard von Schnitzler, die die Wende und friedliche Revolution in der DDR als „Konterrevolution“ bezeichneten, eine Plattform.
Seither betrieben die WBl eine Zusammenarbeit evangelischer Theologen mit Verfechtern eines orthodoxen Marxismus-Leninismus. Aufsehen erregte in der Partei des Demokratischen Sozialismus (PDS) das Erscheinen von Beiträgen des Historikers und inoffiziellen Mitarbeiters der DDR-Staatssicherheit Kurt Gossweiler und der Politikerin Sahra Wagenknecht. Deren Aufsatz befasste sich mit den ökonomischen Reformversuchen in der DDR der 1960er Jahre (Neues Ökonomisches System), deren Abwürgen 1971 ihres Erachtens wesentlich für das Siechtum der DDR-Wirtschaft in den Honeckerjahren verantwortlich war.
Zu den regelmäßigen Autoren der WBl gehörten u. a. westdeutsche Theologen wie Walter Kreck und Eberhard Bethge sowie Mitglieder der DKP wie der Philosoph Hans Heinz Holz. Die meisten Beiträge befassten sich mit der Vergangenheit der kommunistischen Bewegung und der DDR.
Der Bürgerrechtler Gerold Hildebrand bezeichnete die Zeitschrift als „pseudo-christliches Kampfblatt“, in dem die Autoren Hanfried Müller (IM „Hans Meier“), Carl Ordnung (IM „Vogtländer“), Heinrich Fink (IM „Heiner“) und Dieter Frielinghaus häufig gegen DDR-Oppositionelle hetzten.